# Tricentrus longimarginis
Tricentrus longimarginis är en insektsart som beskrevs av Yuan och Xiaolong Cui. Tricentrus longimarginis ingår i släktet Tricentrus och familjen hornstritar. Inga underarter finns listade i Catalogue of Life.